# Уммаева, Фазика Хусейновна
Фазика Хусейновна Уммаева (8 марта 1938, Яникой, КБАССР, СССР — 20 апреля 2022) — доярка колхоза имени Байсултанова Чегемского района Кабардино-Балкарской АССР. Герой Социалистического Труда.

## Биография
- Родилась в большой крестьянской семье.
- В годы Великой Отечественной войны вместе с семьей была депортирована в Казахскую ССР.
- 1957—1963 — работала на Шалушкинском кирпичном заводе.
- 1964—2004 — доярка в колхозе им. Байсултанова. За высокие достижения в труде по итогам восьмой пятилетки (1966—1970) награждена орденом Ленина.
- Депутат Верховного Совета Кабардино-Балкарской АССР 11-го созыва. Делегат XXVII съезда КПСС (1986).
- 6 сентября 1973 года — Указом Президиума Верховного Совета СССР за большие успехи, достигнутые во Всесоюзном социалистическом соревновании и проявленную трудовую доблесть в выполнении принятых обязательств по увеличению производства и заготовок продуктов животноводства в зимний период 1972—1973 года присвоено звание Героя Социалистического Труда с вручением ордена Ленина и золотой медали «Серп и Молот».
- 2004 год — вышла на пенсию.
- Скончалась 20 апреля 2022 года.

## Награды
- Герой Социалистического Труда
- Награждена двумя орденами Ленина, медалями.
- Почётный гражданин с. п. Яникой.